# Вернер Хајзенберг
Вернер Карл Хајзенберг (Вирцбург, 5. децембар 1901 — Минхен, 1. фебруар 1976) био је немачки физичар и добитник Нобелове награде за физику 1932. године, један од оснивача квантне механике.

## Квантна механика
Хајзенберг је у јесен 1920. године уписао физику, 17. јула 1923. године је докторирао, а октобра 1927. године, као двадесетшестогодишњак, постављен је за редовног професора Теоријске физике у Лајпцигу. У том периоду боравио је у три највећа светска центра теоријске атомске физике тог времена. У Минхену је урадио докторат под руководством А. Зомерфелда, у Гетингену је у зиму 1922/23. био студент, а 1923/24. асистент М. Борна, док је у Копенхагену, код Нилса Бора, прво, 1924/25, био у посети, а 1926. године је постављен за предавача из теоријске физике.
Године 1925. је открио матричну механику, прву формулацију квантне механике. Његова Релација неодређености, откривена 1927, тврди да одређивање позиције и импулса честице нужно садржи грешке, а производ ове две грешке је већи од, или једнак одређеној Планковој константи. Заједно са Бором, он ће формулисати Копенхагенску интерпретацију квантне механике.
Добио је Нобелову награду за физику 1932. године „за стварање квантне механике, њену примену која је, inter alia, довела до открића алотропских форми водоника“.

## Рад за време рата
Нуклеарна фисија је откривена у Немачкој 1938. Хајзенберг је остао у Немачкој за време Другог светског рата, радећи под нацистичким режимом. Водио је немачки програм нуклеарног оружја, али опсег његове сарадње са нацистима није сасвим разјашњен.
Открио је Бору постојање овог програма на конференцији у Копенхагену, септембра 1941. После овог сусрета, велико пријатељство између Бора и Хајзенберга је окончано. Бор се касније придружио Пројекту Менхетн. Немачка није успела да произведе атомску бомбу.
Спекулише се да је Хајзенберг имао моралне сумње, и да је покушавао да успори пројекат. Он лично је такође покушавао да ствари прикаже тако после рата, и књига Томаса Пауера, „Хајзенбергов рат“, као и представа „Копенхаген“ Михаела Фрајна су усвојиле овакву интерпретацију.
Фебруара 2002. се појавило писмо које је Бор написао Хајзенбергу 1957. (али га није послао). У том писму Бор каже да Хајзенберг када су се састали 1941, није изразио никакве моралне проблеме у вези пројекта прављења бомбе, да је Хајзенберг провео протекле две године радећи скоро у потпуности на овом пројекту, и да је био убеђен да ће атомска бомба одлучити победника у рату.
Већина историчара науке узима ово као доказ да је претходна интерпретација Хајзенберговог отпора била погрешна, али неки се не слажу, сматрајући да је Бор можда погрешно разумео Хајзенбергове намере, када су се срели 1941.

## Поглед уназад
Хајзенберг је написао књигу под насловом „Део и целина“ која говори о његовом животу, пријатељству са Бором, и његовим оценама квантне физике.
„Он лежи овде негде“ био је његов епитаф.

Како се прича, једном су га питали, шта би упитао Бога, ако би се указала прилика. Он је одговорио:
Када сретнем Бога, упитаћу га две ствари: Зашто релативитет? И зашто турбуленција? Заиста верујем да ће имати одговор на прво питање.

## Дела

### Књиге
- — (1949) [1930]. The Physical Principles of the Quantum Theory. Translators Eckart, Carl; Hoyt, F.C. Dover. ISBN 978-0-486-60113-7.
- — (1955). Das Naturbild der heutigen Physik. Rowohlts Enzyklopädie. 8. Rowohlt.
- — (1966). Philosophic Problems of Nuclear Science. Fawcett.
- — (1971). Physics and Beyond: Encounters and Conversations. Harper & Row. ISBN 9780061316227.
- — (1971). Physics and Beyond: Encounters and Conversations.
- — (1977). Tradition in der Wissenschaft. Reden und Aufsätze. Munich: Piper.
- —; Busche, Jürgen (1979). Quantentheorie und Philosophie: Vorlesungen und Aufsätze. Reclam. ISBN 978-3-15-009948-3.
- — (1979). Philosophical problems of quantum physics. Ox Bow. ISBN 978-0-918024-14-5.
- — (1983). Tradition in Science. Seabury Press.
- — (1988). Physik und Philosophie: Weltperspektiven. Ullstein Taschenbuchvlg.
- — (1989). Encounters with Einstein: And Other Essays on People, Places, and Particles. Princeton University Press. ISBN 978-0-691-02433-2.
- —; Northrop, Filmer (1999). Physics and Philosophy: The Revolution in Modern Science (Great Minds Series). Prometheus.
- — (2002). Der Teil und das Ganze: Gespräche im Umkreis der Atomphysik. Piper. ISBN 978-3-492-22297-6.
- — (1992).  Rechenberg, Helmut, ур. Deutsche und Jüdische Physik. Piper. ISBN 978-3-492-11676-3.
- — (2007). Physik und Philosophie: Weltperspektiven. Hirzel.
- — (2007). Physics and Philosophy: The Revolution in Modern Science. Harper Perennial Modern Classics (reprint изд.). HarperCollins. ISBN 978-0-06-120919-2. (full text of 1958 version)

### Научни извештаји на тему нуклеарне физике
- Werner Heisenberg. Die Möglichkeit der technischer Energiegewinnung aus der Uranspaltung. G-39 (6 December 1939)
- Werner Heisenberg. Bericht über die Möglichkeit technischer Energiegewinnung aus der Uranspaltung (II). G-40 (29 February 1940)
- Robert Döpel, K. Döpel, and Werner Heisenberg Bestimmung der Diffusionslänge thermischer Neutronen in schwerem Wasser G-23 (7 August 1940)
- Robert Döpel, K. Döpel, and Werner Heisenberg Bestimmung der Diffusionslänge thermischer Neutronen in Präparat 38[3] G-22 (5 December 1940)
- Robert Döpel, K. Döpel, and Werner Heisenberg Versuche mit Schichtenanordnungen von D2O und 38 G-75 (28 October 1941)
- Werner Heisenberg. Über die Möglichkeit der Energieerzeugung mit Hilfe des Isotops 238. G-92 (1941)
- Werner Heisenberg. Bericht über Versuche mit Schichtenanordnungen von Präparat 38 und Paraffin am Kaiser Wilhelm Institut für Physik in Berlin-Dahlem. G-93 (May 1941)
- Fritz Bopp, Erich Fischer, Werner Heisenberg, Carl-Friedrich von Weizsäcker, and Karl Wirtz Untersuchungen mit neuen Schichtenanordnungen aus U-metall und Paraffin G-127 (March 1942)
- Robert Döpel Bericht über Unfälle beim Umgang mit Uranmetall G-135 (9 July 1942)
- Werner Heisenberg Bemerkungen zu dem geplanten halbtechnischen Versuch mit 1,5 to D2O und 3 to 38-Metall G-161 (31 July 1942)
- Werner Heisenberg, Fritz Bopp, Erich Fischer, Carl-Friedrich von Weizsäcker, and Karl Wirtz Messungen an Schichtenanordnungen aus 38-Metall und Paraffin G-162 (30 October 1942)
- Robert Döpel, K. Döpel, and Werner Heisenberg Der experimentelle Nachweis der effektiven Neutronenvermehrung in einem Kugel-Schichten-System aus D2O und Uran-Metall G-136 (July 1942)
- Werner Heisenberg. Die Energiegewinnung aus der Atomkernspaltung. G-217 (6 May 1943)
- Fritz Bopp, Walther Bothe, Erich Fischer, Erwin Fünfer, Werner Heisenberg, O. Ritter, and Karl Wirtz Bericht über einen Versuch mit 1.5 to D2O und U und 40 cm Kohlerückstreumantel (B7) G-300 (3 January 1945)
- Robert Döpel, K. Döpel, and Werner Heisenberg Die Neutronenvermehrung in einem D2O-38-Metallschichtensystem G-373 (March 1942)

### Друге истраживачке публикације
- Sommerfeld, A.; Heisenberg, W. (1922). „Eine Bemerkung über relativistische Röntgendubletts und Linienschärfe”. Z. Phys. 10 (1): 393—398. Bibcode:1922ZPhy...10..393S. S2CID 123083509. doi:10.1007/BF01332582.
- Sommerfeld, A.; Heisenberg, W. (1922). „Die Intensität der Mehrfachlinien und ihrer Zeeman-Komponenten”. Z. Phys. 11 (1): 131—154. Bibcode:1922ZPhy...11..131S. S2CID 186227343. doi:10.1007/BF01328408.
- Born, M.; Heisenberg, W. (1923). „Über Phasenbeziehungen bei den Bohrschen Modellen von Atomen und Molekeln”. Z. Phys. 14 (1): 44—55. Bibcode:1923ZPhy...14...44B. S2CID 186228402. doi:10.1007/BF01340032.
- Born, M.; Heisenberg, W. (1923). „Die Elektronenbahnen im angeregten Heliumatom”. Z. Phys. 16 (9): 229—243. Bibcode:1924AnP...379....1B. doi:10.1002/andp.19243790902.
- Born, M.; Heisenberg, W. (1924). „Zur Quantentheorie der Molekeln”. Annalen der Physik. 74 (4): 1—31. Bibcode:1924AnP...379....1B. doi:10.1002/andp.19243790902.
- Born, M.; Heisenberg, W. (1924). „Über den Einfluss der Deformierbarkeit der Ionen auf optische und chemische Konstanten. I”. Z. Phys. 23 (1): 388—410. Bibcode:1924ZPhy...23..388B. S2CID 186220818. doi:10.1007/BF01327603.
- — (1924). „Über Stabilität und Turbulenz von Flüssigkeitsströmmen (Diss.)”. Annalen der Physik. 74 (4): 577—627. Bibcode:1924AnP...379..577H. doi:10.1002/andp.19243791502.
- — (1924). „Über eine Abänderung der formalin Regeln der Quantentheorie beim Problem der anomalen Zeeman-Effekte”. Z. Phys. 26 (1): 291—307. Bibcode:1924ZPhy...26..291H. S2CID 186215582. doi:10.1007/BF01327336.
- — (1925). „Über quantentheoretische Umdeutung kinematischer und mechanischer Beziehungen”. Zeitschrift für Physik. 33 (1): 879—893. Bibcode:1925ZPhy...33..879H. S2CID 186238950. doi:10.1007/BF01328377. The paper was received on 29 July 1925. [English translation in: van der Waerden 1968, 12 "Quantum-Theoretical Re-interpretation of Kinematic and Mechanical Relations"] This is the first paper in the famous trilogy which launched the matrix mechanics formulation of quantum mechanics.
- Born, M.; Jordan, P. (1925). „Zur Quantenmechanik”. Zeitschrift für Physik. 34 (1): 858—888. Bibcode:1925ZPhy...34..858B. S2CID 186114542. doi:10.1007/BF01328531. The paper was received on 27 September 1925. [English translation in: van der Waerden 1968, "On Quantum Mechanics"] This is the second paper in the famous trilogy which launched the matrix mechanics formulation of quantum mechanics.
- Born, M.; Heisenberg, W.; Jordan, P. (1926). „Zur Quantenmechanik II”. Zeitschrift für Physik. 35 (8–9): 557—615. Bibcode:1926ZPhy...35..557B. S2CID 186237037. doi:10.1007/BF01379806. The paper was received on 16 November 1925. [English translation in: van der Waerden 1968, 15 "On Quantum Mechanics II"] This is the third paper in the famous trilogy which launched the matrix mechanics formulation of quantum mechanics.
- — (1927). „Über den anschaulichen Inhalt der quantentheoretischen Kinematik und Mechanik”. Z. Phys. 43 (3–4): 172—198. Bibcode:1927ZPhy...43..172H. S2CID 122763326. doi:10.1007/BF01397280.
- — (1928). „Zur Theorie des Ferromagnetismus”. Z. Phys. 49 (9–10): 619—636. Bibcode:1928ZPhy...49..619H. S2CID 122524239. doi:10.1007/BF01328601.
- —; Pauli, W. (1929). „Zur Quantendynamik der Wellenfelder”. Z. Phys. 56 (1): 1—61. Bibcode:1929ZPhy...56....1H. S2CID 121928597. doi:10.1007/BF01340129.
- —; Pauli, W. (1930). „Zur Quantentheorie der Wellenfelder. II”. Z. Phys. 59 (3–4): 168—190. Bibcode:1930ZPhy...59..168H. S2CID 186219228. doi:10.1007/BF01341423.
- — (1932). „Über den Bau der Atomkerne. I”. Z. Phys. 77 (1–2): 1—11. Bibcode:1932ZPhy...77....1H. S2CID 186218053. doi:10.1007/BF01342433.
- — (1932). „Über den Bau der Atomkerne. II”. Z. Phys. 78 (3–4): 156—164. Bibcode:1932ZPhy...78..156H. S2CID 186221789. doi:10.1007/BF01337585.
- — (1933). „Über den Bau der Atomkerne. III”. Z. Phys. 80 (9–10): 587—596. Bibcode:1933ZPhy...80..587H. S2CID 126422047. doi:10.1007/BF01335696.
- — (1934). „Bemerkungen zur Diracschen Theorie des Positrons”. Zeitschrift für Physik. 90 (3–4): 209—231. Bibcode:1934ZPhy...90..209H. S2CID 186232913. doi:10.1007/BF01333516. The author was cited as being at Leipzig. The paper was received on 21 June 1934.
- — (1936). „Über die 'Schauer' in der Kosmischen Strahlung”. Forsch. Fortscher. 12: 341—342.
- —; Euler, H. (1936). „Folgerungen aus der Diracschen Theorie des Positrons”. Z. Phys. 98 (11–12): 714—732. Bibcode:1936ZPhy...98..714H. S2CID 120354480. doi:10.1007/BF01343663. The authors were cited as being at Leipzig. The paper was received on 22 December 1935. A translation of this paper has been done by W. Korolevski and H. Kleinert: arXiv:physics/0605038v1.
- — (1936). „Zur Theorie der 'Schauer' in der Höhenstrahlung”. Z. Phys. 101 (9–10): 533—540. Bibcode:1936ZPhy..101..533H. S2CID 186215469. doi:10.1007/BF01349603.
- — (1937). „Der Durchgang sehr energiereicher Korpuskeln durch den Atomkern”. Die Naturwissenschaften. 25 (46): 749—750. Bibcode:1937NW.....25..749H. S2CID 39613897. doi:10.1007/BF01789574.
- — (1937). „Theoretische Untersuchungen zur Ultrastrahlung”. Verh. Dtsch. Phys. Ges. 18: 50.
- — (1938). „Die Absorption der durchdringenden Komponente der Höhenstrahlung”. Annalen der Physik. 425 (7): 594—599. Bibcode:1938AnP...425..594H. doi:10.1002/andp.19384250705.
- — (1938). „Der Durchgang sehr energiereicher Korpuskeln durch den Atomkern”. Nuovo Cimento. 15 (1): 31—34. Bibcode:1938NCim...15...31H. S2CID 123209538. doi:10.1007/BF02958314. — (1938). „Der Durchgang sehr energiereicher Korpuskeln durch den Atomkern”. Verh. Dtsch. Phys. Ges. 19 (2).
- — (1943). „Die beobachtbaren Grössen in der Theorie der Elementarteilchen. I”. Z. Phys. 120 (7–10): 513—538. Bibcode:1943ZPhy..120..513H. S2CID 120706757. doi:10.1007/BF01329800.
- — (1943). „Die beobachtbaren Grössen in der Theorie der Elementarteilchen. II”. Z. Phys. 120 (11–12): 673—702. Bibcode:1943ZPhy..120..673H. S2CID 124531901. doi:10.1007/BF01336936.
- — (1944). „Die beobachtbaren Grössen in der Theorie der Elementarteilchen. III”. Z. Phys. 123 (1–2): 93—112. Bibcode:1944ZPhy..123...93H. S2CID 123698415. doi:10.1007/BF01375146.
- — (1947). „Zur Theorie der Supraleitung”. Forsch. Fortschr. 21/23: 243—244. — (1947). „Zur Theorie der Supraleitung”. Z. Naturforsch. 2a (4): 185—201. Bibcode:1947ZNatA...2..185H. doi:10.1515/zna-1947-0401 .
- — (1948). „Das elektrodynamische Verhalten der Supraleiter”. Z. Naturforsch. 3a (2): 65—75. Bibcode:1948ZNatA...3...65H. doi:10.1515/zna-1948-0201 .
- —; von Laue, M. (1948). „Das Barlowsche Rad aus supraleitendem Material”. Z. Phys. 124 (7–12): 514—518. Bibcode:1948ZPhy..124..514H. S2CID 121271077. doi:10.1007/BF01668888.
- — (1948). „Zur statistischen Theorie der Tubulenz”. Z. Phys. 124 (7–12): 628—657. Bibcode:1948ZPhy..124..628H. S2CID 186223726. doi:10.1007/BF01668899.
- — (1948). „On the theory of statistical and isotropic turbulence”. Proceedings of the Royal Society A. 195 (1042): 402—406. Bibcode:1948RSPSA.195..402H. doi:10.1098/rspa.1948.0127 .
- — (1948). „Bemerkungen um Turbulenzproblem”. Z. Naturforsch. 3a (8–11): 434—7. Bibcode:1948ZNatA...3..434H. S2CID 202047340. doi:10.1515/zna-1948-8-1103 .
- — (1949). „Production of mesons showers”. Nature. 164 (4158): 65—67. Bibcode:1949Natur.164...65H. PMID 18228928. S2CID 4043099. doi:10.1038/164065c0.
- — (1949). „Die Erzeugung von Mesonen in Vielfachprozessen”. Nuovo Cimento. 6 (Suppl): 493—7. Bibcode:1949NCim....6S.493H. S2CID 122006877. doi:10.1007/BF02822044.
- — (1949). „Über die Entstehung von Mesonen in Vielfachprozessen”. Z. Phys. 126 (6): 569—582. Bibcode:1949ZPhy..126..569H. S2CID 120410676. doi:10.1007/BF01330108.
- — (1950). „On the stability of laminar flow”. Proc. International Congress Mathematicians. II: 292—296.
- — (1952). „Bermerkungen zur Theorie der Vielfacherzeugung von Mesonen”. Die Naturwissenschaften. 39 (3): 69. Bibcode:1952NW.....39...69H. S2CID 41323295. doi:10.1007/BF00596818.
- — (1952). „Mesonenerzeugung als Stosswellenproblem”. Z. Phys. 133 (1–2): 65—79. Bibcode:1952ZPhy..133...65H. S2CID 124271377. doi:10.1007/BF01948683.
- — (1955). „The production of mesons in very high energy collisions”. Nuovo Cimento. 12 (Suppl): 96—103. Bibcode:1955NCim....2S..96H. S2CID 121970196. doi:10.1007/BF02746079.
- — (1975). „Development of concepts in the history of quantum theory”. American Journal of Physics. 43 (5): 389—394. Bibcode:1975AmJPh..43..389H. doi:10.1119/1.9833.